# Primera División 1991-1992 (Venezuela)
La Primera División 1991-1992 fu la 72ª edizione della massima serie del campionato venezuelano di calcio, e fu vinta dal Caracas FC.

## Avvenimenti
La vittoria finale andò al Caracas di Manuel Plasencia, che superò di un punto il Minervén. Da questa stagione la terza classificata ottenne la qualificazione alla Coppa CONMEBOL, neonato torneo della Confederazione continentale.

## Partecipanti
- Anzoátegui
- Atl. Zamora
- Caracas
- Deportivo Italia
- Est. Mérida
- Industriales
- Marítimo de V.
- Minervén
- Mineros
- Monagas
- Portuguesa FC
- Salineros
- Trujillanos
- Unión Táchira
- UD Lara
- U. de Los Andes

## Classifica finale
|                      | Pos. | Squadra          | Pt | G  | V  | N  | P  | GF | GS | DR  |
| -------------------- | ---- | ---------------- | -- | -- | -- | -- | -- | -- | -- | --- |
| Venezuela (bandiera) | 1.   | Caracas          | 43 | 30 | 17 | 9  | 4  | 59 | 25 | +34 |
|                      | 2.   | Minervén         | 42 | 30 | 15 | 12 | 3  | 43 | 16 | +27 |
|                      | 3.   | Marítimo de V.   | 39 | 30 | 13 | 13 | 4  | 46 | 21 | +25 |
|                      | 4.   | Unión Táchira    | 38 | 30 | 15 | 8  | 7  | 45 | 23 | +22 |
|                      | 5.   | Trujillanos      | 37 | 30 | 15 | 7  | 8  | 43 | 29 | +14 |
|                      | 6.   | U. de Los Andes  | 36 | 30 | 14 | 8  | 8  | 40 | 28 | +12 |
|                      | 7.   | Mineros          | 34 | 30 | 12 | 10 | 8  | 43 | 34 | +9  |
|                      | 8.   | Anzoátegui       | 30 | 30 | 9  | 12 | 9  | 43 | 36 | +7  |
|                      | 9.   | Monagas          | 30 | 30 | 11 | 8  | 11 | 34 | 35 | -1  |
|                      | 10.  | UD Lara          | 27 | 30 | 9  | 9  | 12 | 34 | 37 | -3  |
|                      | 11.  | Atl. Zamora      | 27 | 30 | 9  | 9  | 12 | 34 | 34 | 0   |
|                      | 12.  | Portuguesa FC    | 26 | 30 | 9  | 8  | 13 | 30 | 41 | -11 |
|                      | 13.  | Deportivo Italia | 22 | 30 | 7  | 8  | 15 | 28 | 45 | -17 |
|                      | 14.  | Est. Mérida      | 21 | 30 | 5  | 11 | 14 | 28 | 42 | -14 |
|                      | 15.  | Industriales     | 17 | 30 | 5  | 7  | 18 | 23 | 67 | -44 |
|                      | 16.  | Salineros        | 10 | 30 | 1  | 8  | 21 | 25 | 85 | -60 |

Legenda:

         Campione del Venezuela 1991-92 e qualificato alla Coppa Libertadores 1993
         Qualificato alla Coppa Libertadores 1993
         Qualificato alla Coppa CONMEBOL 1992
Note:
Due punti a vittoria, uno a pareggio, zero a sconfitta.

## Statistiche

### Classifica marcatori
| Gol |  |  | Giocatore      | Squadra |
| --- |  |  | -------------- | ------- |
| 22  |  |  | Andreas Vogler | Caracas |